# ピエール・カスト
ピエール・カスト（Pierre Kast、1920年9月22日 パリ - 1984年10月20日）は、フランスの映画監督、脚本家。ヌーヴェルヴァーグの映画作家のひとりとして知られる。

## 来歴・人物
1920年9月22日、パリに生まれる。ソルボンヌ大学で文学を学ぶ。1945年、「パリ大学シネクラブ」の共同設立者として映画に関わる。
1946年、アンリ・ラングロアのもと、シネマテーク・フランセーズで働き始める。1948年メッシーヌ通りに常設館を持つまでは、当時の上映会はまだ、ラングロアのアパルトマンのバスルームなどで行われていた。
- 1948年、ジャン・コクトーを会長に、アンドレ・バザンらとシネクラブ「オブジェクティフ49」設立に参加。のちに、このときの設立メンバーであるルネ・クレマン、翌1949年同シネクラブが開催する「呪われた映画祭」の賛同者であるジャン・グレミヨン、作品が上映されたジャン・ルノワールの助監督になる。
- 1949年、グレミヨンの『白い足』（4月13日フランス公開）の助監督を経て、彼と共同監督のもと短編映画『Les Charmes de l'existence（存在の魅力）』を初めて監督、ヴェネツィア国際映画祭で短編のグランプリを受賞する。長編デビューまでに6本の短編を撮る。
- 1951年4月、『カイエ・デュ・シネマ』創刊に参加。
- 1957年5月、『カイエ』誌掲載の「フランス映画についてのディスカッション」に、バザン、ジャック・ドニオル＝ヴァルクローズ、ロジェ・レーナルト、ジャック・リヴェット、エリック・ロメールとともに参加する[1]。
- 1957年11月6日、『ポケットの恋』が公開され、長編映画デビュー。同作は、コクトー的俳優ジャン・マレーが主演、ヌーヴェルヴァーグ的俳優であるジャン＝クロード・ブリアリの共演のほか、アレクサンドル・アストリュックやクリスチャン＝ジャック、レオ・ジョアノン、ジャン＝ピエール・メルヴィル、アレックス・ジョフェといった映画監督や作家のボリス・ヴィアンまでが客演している[2]。またジャーナリストで映画批評家のフランス・ロシュが本作を脚色し、出演もしている。
- 1959年、アルベルト・モラヴィアの小説『年老いた愚か者』をドニオル＝ヴァルクローズと共同で翻案した長編映画『Le Bel âge（美しい年齢）』が公開。ドニオル＝ヴァルクローズ、そしてヴィアンとブリアリがまた出演している。
- 1959年7月、『カイエ』誌掲載の「アラン・レネ『二十四時間の情事』についてのディスカッション」に、ジャン・ドマルキ、ドニオル＝ヴァルクローズ、ジャン＝リュック・ゴダール、 リヴェット、ロメールとともに参加[3]。
- 1984年10月20日、ローマでの映画撮影の帰途の航空機上、心臓病で亡くなった。64歳没。翌日にはフランソワ・トリュフォー（52歳）、同25日には女優のパスカル・オジェ（25歳）が亡くなり、この1週間は「フランス映画悲しみの一週間」と呼ばれた。カストは、日本では監督作が一作も商業公開されず、シネクラブ上映などに留まったため、ヌーヴェルヴァーグの作家を数えあげるときにはつい外されてしまうが、ロメールと同い年のいまだ来るべきヌーヴェルヴァーグ作家である。

## フィルモグラフィー

### 監督
- 1949年 : fr:Les Charmes de l'existence、共同監督 ジャン・グレミヨン 短編
- 1951年 : fr:Les Femmes du Louvre ドキュメンタリー/短編
- 1951年 : Arithmétique ドキュメンタリー/短編
- 1952年 : fr:Je sème à tout vent
- 1954年 : fr:L'Architecte maudit: Claude-Nicolas Ledoux 短編
- 1957年 : fr:Le Corbusier, l'architecte du bonheur 短編
- 1957年 : ポケットの恋fr:Amour de poche ※長編デビュー作
- 1959年 : fr:Images pour Baudelaire
- 1959年 : fr:Des ruines et des hommes、共同監督 マルセル・リオレ 短編
- 1959年 : fr:Le Bel âge
- 1960年 : fr:Une question d'assurance
- 1960年 : fr:La Morte saison des amours
- 1960年 : fr:Merci Natercia!
- 1962年 : fr:P.X.O. ドキュメンタリー
- 1963年 : fr:Vacances portugaises
- 1964年 : fr:Le Grain de sable
- 1965年 : fr:La Brûlure de mille soleils 短編
- 1966年 : fr:Les Carnets Brésiliens ドキュメンタリー (TV)
- 1968年 : fr:Bandeira Branca de Oxalá ドキュメンタリー
- 1968年 : fr:Drôle de jeu、共同監督 ジャン＝ダニエル・ポレ
- 1972年 : fr:Les Soleils de l'Ile de Pâques
- 1976年 : fr:Un animal doué de déraison (A Nudez de Alexandra)
- 1980年 : fr:Le Soleil en face
- 1982年 : fr:La Guérilléra
- 1985年 : L'Herbe rouge (TV) ※遺作

### 助監督
- 1949年 : 白い足 Pattes blanches、ジャン・グレミヨン監督
- 1951年 : L'Étrange Madame X、ジャン・グレミヨン監督
- 1952年 : 禁じられた遊び Jeux interdits、ルネ・クレマン監督 クレジットなし
- 1955年 : フレンチ・カンカン French Cancan、ジャン・ルノワール監督
- 1955年 : Les Carnets du Major Thompson、プレストン・スタージェス監督の遺作

### 脚本
- 1951年 : Arithmétique、共同脚本 レイモン・クノー
- 1952年 : fr:Je sème à tout vent、共同脚本 フランソワ・シャレー
- 1955年 : fr:Le Manteau rouge (Il Mantello rosso)
- 1959年 : fr:Des ruines et des hommes、共同脚本 マルセル・リオレ
- 1959年 : fr:Le Bel âge、共同脚本 ジャック・ドニオル＝ヴァルクローズ
- 1960年 : fr:Une question d'assurance
- 1960年 : fr:La Morte saison des amours
- 1960年 : fr:Merci Natercia!、共同脚本 fr:Peter Oser
- 1963年 : fr:Vacances portugaises、共同脚本 アラン・アプテクマン、 ジャック・ドニオル＝ヴァルクローズ、 ロベール・シピオン
- 1964年 : fr:Le Grain de sable、共同脚本 アラン・アプテクマン
- 1965年 : fr:Une balle au cœur、共同脚本 ディディエ・グーラール、ジャン＝ダニエル・ポレ
- 1965年 : fr:La Brûlure de mille soleils、共同脚本 エデュアール・ルイ
- 1966年 : fr:Les Carnets Brésiliens (TV)
- 1968年 : fr:Bandeira Branca de Oxalá、共同脚本 ジャン＝ガブリエル・アルビコッコ
- 1970年 : fr:Le Maître du temps、共同脚本 ジャン＝ダニエル・ポレ
- 1971年 : 別れの朝 fr:Le Petit matin、共同脚本 ジャン＝ガブリエル・アルビコッコ
- 1972年 : fr:Les Soleils de l'Ile de Pâques
- 1974年 : L'Ironie du sort、共同脚本 ポール・ギマール、エドゥアール・モリナロ
- 1976年 : fr:Un animal doué de déraison (A Nudez de Alexandra)
- 1980年 : fr:Le Soleil en face、共同脚本 アラン・アプテクマン
- 1982年 : fr:La Guérilléra、共同脚本 アントニオ・タリュエラ
- 1985年 : L'Herbe rouge (TV)

## 註
1. ↑  Cahiers Du Cinema: The 1950's Neo-Realism, Hollywood, New Wave (Harvard Film Studies) 英語 ISBN 0674090616
2. ↑  仏語版Wikipedia Amour de pocheを参照。
3. ↑  Cahiers Du Cinema: The 1950's Neo-Realism, Hollywood, New Wave (Harvard Film Studies)